# Marco Solfrini
Marco Solfrini (Brescia, 30 gennaio 1958 – Parma, 24 marzo 2018) è stato un cestista e dirigente sportivo italiano.
Attivo tra la fine degli anni settanta e l'inizio degli anni novanta, il suo nome è indissolubilmente legato alla Banco Roma, con la quale ha ottenuto le sue uniche vittorie in squadre di club.

## Carriera

### Giocatore

#### Club

Solfrini a canestro per la BancoRoma nella stagione 1983-84

Muove i primi passi a livello professionistico  nel Basket Brescia, dove gioca fino al 1982.
Nella stagione successiva passa alla Pallacanestro Virtus Roma, dove negli anni seguenti vince uno scudetto, una Coppa dei Campioni, una Coppa Intercontinentale e una Coppa Korać.
Nel 1985 si trasferisce alla Associazione Pallacanestro Udinese, dove gioca due stagioni, fino al 1987, quando passa al Fabriano Basket, chiudendo poi la carriera professionistica alla Mens Sana Basket di Siena, nella quale milita dal 1990 al 1993.
Negli ultimi anni ha giocato in varie squadre dilettantistiche bresciane.

#### Nazionale
Ha indossato la casacca dell'Italia con la quale ha vinto un argento ai Giochi di Mosca 1980. La formazione era guidata da Sandro Gamba e in finale perse contro la Jugoslavia.

### Dirigente
Il 2 luglio 2009 viene nominato team manager della neonata società cestistica Basket Brescia Leonessa.
È morto improvvisamente, a causa di un malore, il 24 marzo 2018, mentre si trovava alla Fiera di Parma. Commosso il suo ricordo da parte del mondo della pallacanestro italiana e del presidente della Fip, Gianni Petrucci, che ha disposto un minuto di silenzio su tutti i campi.

## Palmarès

Marco Solfrini a Brescia.

- Campionato italiano: 1

Virtus Roma: 1982-83
- Coppa dei Campioni: 1

Virtus Roma: 1983-84
- Coppa Korać: 1

Virtus Roma: 1985-86
- Coppa Intercontinentale: 1

Virtus Roma: 1984
- Argento

Mosca 1980